# Watkins (Iowa)
Watkins es un lugar designado por el censo ubicado en el condado de Benton en el estado estadounidense de Iowa. En el Censo de 2010 tenía una población de 118 habitantes y una densidad poblacional de 110,05 personas por km².

## Geografía
Watkins se encuentra ubicado en las coordenadas 41°53′35″N 91°59′6″O / 41.89306, -91.98500. Según la Oficina del Censo de los Estados Unidos, Watkins tiene una superficie total de 1.07 km², de la cual 1.07 km² corresponden a tierra firme y (0%) 0 km² es agua.

## Demografía
Según el censo de 2010, había 118 personas residiendo en Watkins. La densidad de población era de 110,05 hab./km². De los 118 habitantes, Watkins estaba compuesto por el 100% blancos, el 0% eran afroamericanos, el 0% eran amerindios, el 0% eran asiáticos, el 0% eran isleños del Pacífico, el 0% eran de otras razas y el 0% pertenecían a dos o más razas. Del total de la población el 0.85% eran hispanos o latinos de cualquier raza.